# Gustavo Zapata
Gustavo Zapata (n. 15 octombrie 1967, Saladillo Partido⁠(d), Buenos Aires, Argentina) este un fost fotbalist argentinian.
Între 1991 și 1998, Zapata a jucat 27 de meciuri pentru echipa națională a Argentinei.

## Statistici
| Argentina | Argentina | Argentina |
| An        | Meciuri   | Goluri    |
| --------- | --------- | --------- |
| 1991      | 4         | 0         |
| 1992      | 0         | 0         |
| 1993      | 14        | 0         |
| 1994      | 0         | 0         |
| 1995      | 0         | 0         |
| 1996      | 0         | 0         |
| 1997      | 7         | 0         |
| 1998      | 2         | 0         |
| Total     | 27        | 0         |